# Metacynorta
Metacynorta is een geslacht van hooiwagens uit de familie Cosmetidae.
De wetenschappelijke naam Metacynorta is voor het eerst geldig gepubliceerd door F.O.Pickard-Cambridge in 1904. 

## Soorten
Metacynorta omvat de volgende 6 soorten:
- Metacynorta bella
- Metacynorta bimaculata
- Metacynorta gracilipes
- Metacynorta longipes
- Metacynorta spinofemoralis
- Metacynorta vokesi